# Егзоним
Егзоним (од грч.  — „изван” и  — „име”) или ксеноним, је лингвистички назив за посебну врсту речи, које се у неком језику користе за именовање разних појмова чији су изворни облици (ендоними) првобитно настали на неком другом језику. То се првенствено односи на називе географских појмова (топоними), односно на ономастичке појмове, укључујући демониме и етнониме. По питању облика и звучности, егзоними се од ендонима могу разликовати делимично или потпуно. Тако је, на пример, у српском језику уобичајен егзоним „Немачка”, као назив за државу која се на немачком језику изворно назива „Deutschland”, што представља пример за потпуну различитост егзонима и ендонима. На другој страни, поједини егзоними су слични ендонимима, те је тако егзоним „Енглеска” делимично сличан ендониму „England”. Нормирање егзонима у оквиру сваког језика се врши по правилима која важе у том језику, независно од правила по којима су  у језику порекла нормирани ендонимски облици. Истраживачка област која се бави проучавањем настанка и употребе егзонима назива се „егзонимија”.

## Примери егзонима
Егзоними неких градова (у заградама су ендоними):
 Беч (Wien), Будимпешта (Budapest), Букурешт (București), Драч (Durrës), Напуљ (Napoli), Париз (Paris), Печуј (Pécs), Праг (Praha), Рим (Roma), Сегедин (Szeged), Солун (Thessaloniki), Трст (Trieste), Фиренца (Firenze).
Неки су егзоними нестали, али су били чести у историји:
 Дражђани (Дрезден), Јакин (Анкона), Липиско (Лајпциг), Турин (Торино), Монаков (Минхен), Градац (Грац), Навијорк (Њујорк).
Неки су егзоними специфични за одређено историјско раздобље:
 Млеци (Венеција), Цариград (Истанбул), Пожун (Братислава).
У егзониме улазе и домаћи називи страних држава:
 Мађарска, Велика Британија, Немачка, Чешка, Аустрија, Пољска, Русија ...

## Сољашње везе
- Република Србија: Комисија за стандардизацију географских имена Архивирано на веб-сајту  (14. јануар 2019)